# Hjarbæk Fjord og Simested Fjord
Hjarbæk Fjord og Simested Fjord este o arie protejată (arie de protecție specială avifaunistică — SPA) din Danemarca întinsă pe o suprafață de 4.234 ha, integral pe uscat.

## Localizare
Centrul sitului Hjarbæk Fjord og Simested Fjord este situat la coordonatele 56°33′37″N 9°20′10″E / 56.560278°N 9.336111°E.

## Înființare
Situl Hjarbæk Fjord og Simested Fjord a fost declarat arie de protecție specială avifaunistică în mai 1983 pentru a proteja 16 specii de animale.

## Biodiversitate
Situată în ecoregiunea continentală, aria protejată nu include niciun habitat protejat.
La baza desemnării sitului se află mai multe specii protejate de  păsări (16): rață lingurar (Anas clypeata), rață-cu-cap-castaniu (Aythya ferina), rața moțată (Aythya fuligula), buhai de baltă (Botaurus stellaris), Bucephala clangula, erete de stuf (Circus aeruginosus), cristeiul de câmp (Crex crex), Cygnus columbianus bewickii, lebădă de iarnă (Cygnus cygnus), lișiță (Fulica atra), vultur pescar (Pandion haliaetus), bătăuș (Philomachus pugnax), ploier auriu (Pluvialis apricaria), cresteț pestriț (Porzana porzana), ciocântors (Recurvirostra avosetta), călifar alb (Tadorna tadorna).